# Nino (ROUND TABLE featuring Ninoのアルバム)
『Nino』（ニノ）は、ROUND TABLE featuring Ninoの2枚目のオリジナルアルバム。

## 収録曲
1. Be Your Girl (4:45)
作詞:伊藤利恵子、作曲:北川勝利、編曲:宮川弾
2. Groovin' Magic (4:22)
作詞・作曲:伊藤利恵子、編曲:ROUND TABLE&桜井康史、ストリングスアレンジ:宮川弾
OVA『トップをねらえ2!』オープニング主題歌。
3. パズル (extra hot mix) (4:02)
作詞:伊藤利恵子、作曲:北川勝利、編曲:ROUND TABLE
テレビアニメ『NHKにようこそ!』オープニング主題歌。アルバム・バージョンで収録。
4. 夏待ち (5:39)
作詞・作曲:北川勝利、編曲:ROUND TABLE&桜井康史、ストリングスアレンジ:窪田ミナ
テレビアニメ『ARIA The NATURAL』エンディング主題歌。
5. Message (4:42)
作詞・作曲:伊藤利恵子、編曲:ROUND TABLE
6. Just For You (3:46)
作詞:伊藤利恵子、作曲:北川勝利、編曲:ROUND TABLE&桜井康史、ストリングスアレンジ:宮川弾
『ARIA The ANIMATION』挿入歌、情報番組『アサデス。』オープニングテーマ。
7. 潮騒 (4:53)
作詞:伊藤利恵子、作曲:北川勝利、編曲:桜井康史&ROUND TABLE
テレビアニメ『ARIA The NATURAL』挿入歌。
8. ハローグッバイ (4:46)
作詞:伊藤利恵子、作曲:北川勝利、編曲:ROUND TABLE&桜井康史
9. Sunny Side Hill (3:32)
作詞:伊藤利恵子、作曲:北川勝利、編曲:ROUND TABLE
10. Stay With Me (4:09)
作詞・作曲:北川勝利、編曲:ROUND TABLE&桜井康史
11. Rainbow (3:48)
作詞・作曲:北川勝利、編曲:ROUND TABLE&桜井康史
『ARIA The ANIMATION』エンディング主題歌。
12. Just A Little (4:39)
作詞・作曲:伊藤利恵子、編曲:ROUND TABLE、ストリングスアレンジ:河野伸

## 演奏
- Nino
  - Vocal
  - Chorus (#2.4.6.10.11)
- 北川勝利
  - Vocal (#3)
  - Acoustic Guitar (#3.4.9.10.11(左チャンネル))
  - Bass (#3.4.8.9.12)
  - Tambourine (#3.8.12)
  - Percussion (#4.7.9)
  - Chorus (#4.5.7.9.10)
- 伊藤利恵子
  - Keyboards (#2.9.10)
  - Acoustic Piano (#3.9.12)
  - Organ (#3.5.11)
  - Electric Piano (#4.6.7.11)
  - Rhodes (#5)
  - Chorus (#6)
- 宮川弾：Programming, Flute & Clarinet (#1)
- 朝川朋之：Harp (#1)
- 弦一徹ストリングス：Strings (#1.2.12)
- 桜井康史
  - Programming (#2.3.4.6.7.8.10.11.12)
  - Acoustic Guitar (#7)
  - Drums Edit & Synthesizer (#8)
- 千ヶ崎学：Bass (#2.7)
- 山之内俊夫
  - Electric Guitar (#2.4.6.7.10.12)
  - Acoustic Guitar (#10)
- 三沢またろう：Percussion (#2.5)
- 阿部耕作 (THE COLLECTORS)
  - Drums (#3.9.12)
  - Drums Sample (#8)
- 奥田健介 (NONA REEVES)：Electric Guitar (#3.8.9)
- 宮田繁男：Drums (#4.7)
- 杉野裕ストリングス：Strings (#4.7)
- 佐野康夫：Drums (#5)
- 小松秀行：Bass (#5)
- 石成正人
  - Acoustic Guitar (#5.11 (右チャンネル))
  - Electric Guitar (#5.11 (ソロ))
- 村田陽一：Trombone (#5.12)
- 西村浩二：Trumpet (#5)
- 山本拓夫
  - Tenor Sax (#5)
  - Flute (#7)
- 金原千恵子ストリングス：Strings (#6)
- 菅坂雅彦：Trumpet (#12)
- ROUND TABLE & Girls ：Handclapping & Shout (#12)